# Gaotou
Gaotou ist eine Gemeinde im Südosten der Volksrepublik China. Sie gehört zum Verwaltungsgebiet des Stadtbezirkes Yongding, der seinerseits der bezirksfreien Stadt Longyan der Provinz Fujian unterstellt ist. Die Gemeinde Gaotou verwaltet ein Territorium von 30 Quadratkilometern mit 520 Hektar landwirtschaftlicher Nutzfläche und einer Gesamtbevölkerung von 10118 Personen im Jahre 2015. Die Bevölkerungszählung des Jahres 2000 hatte eine Gesamtbevölkerung von 7259 Personen in 2197 Haushalten ergeben, davon 3637 Männer und 3622 Frauen.
Gaotou ist auf Dorfebene in fünf Dörfer untergliedert: Gaodong (高东村), Gaobei (高北村), Gaonan (高南村), Dalingxia (大岭下村), Meihuashi (梅花石村). Diese fassen 82 dörfliche Siedlungen zusammen.
Gaotou ist Standort von einer großen Zahl von Tulou, die zum UNESCO-Welterbe gehören. Es ist Herkunftsort der Vorfahren von etwa 27.000 Auslandschinesen.